# Phytotron
Un phytotron est une installation de recherche en biologie végétale. À la différence des serres, ce sont des pièces souvent aveugles qui sont contrôlées pour tous les paramètres environnementaux : humidité, température, éclairement par le biais de tubes au néon ou lampes sodium haute pression... Ceci permet de recréer des climats, des saisons, pour voir et analyser le comportement des plantes au contact de polluants comme l'ozone.
La pièce peut être munie de capteurs enregistrant les variations dans les conditions de milieu, comme la composition en gaz de l'atmosphère de la salle.

## Étymologie
Le terme « phytotron » est né d'un jeu de mots évoquant la similitude entre le « cyclotron » conçu par les physiciens en 1941 à Berkeley et l'appareillage inauguré par les biologistes à Pasadena en 1949.

## Histoire
Le premier phytotron a été conçu à Pasadena en 1949 par le botaniste néerlandais Frits Warmolt Went. Un an plus tard, Raymond Bouillenne obtient un budget de l'Institut pour l'encouragement de la recherche scientifique dans l'industrie et l'agriculture pour construire un phytotron à l'institut de botanique de l'université de Liège (situé alors rue Fusch), à l'emplacement d'une des grandes rotondes vitrées du jardin botanique, détruite par une bombe volante à la fin de la Seconde Guerre mondiale.
C'est en 1960 que sera inauguré le premier phytotron installé en France, celui de Gif-sur-Yvette (arrêté en 1986), viendront ensuite ceux de Canberra en Australie (1962) et de l'université Duke à Durham (Caroline du Nord).